# Municipio de Floyd (Dakota del Sur)
El municipio de Floyd (en inglés: Floyd Township) es un municipio ubicado en el condado de Sanborn en el estado estadounidense de Dakota del Sur. En el año 2010 tenía una población de 57 habitantes y una densidad poblacional de 0,64 personas por km².

## Geografía
El municipio de Floyd se encuentra ubicado en las coordenadas 44°8′53″N 98°2′24″O / 44.14806, -98.04000. Según la Oficina del Censo de los Estados Unidos, el municipio tiene una superficie total de 89.17 km², de la cual 89,08 km² corresponden a tierra firme y (0,1 %) 0,09 km² es agua.

## Demografía
Según el censo de 2010, había 57 personas residiendo en el municipio de Floyd. La densidad de población era de 0,64 hab./km². De los 57 habitantes, el municipio de Floyd estaba compuesto por el 100 % blancos. Del total de la población el 0 % eran hispanos o latinos de cualquier raza.